# 앙드레 듀아니

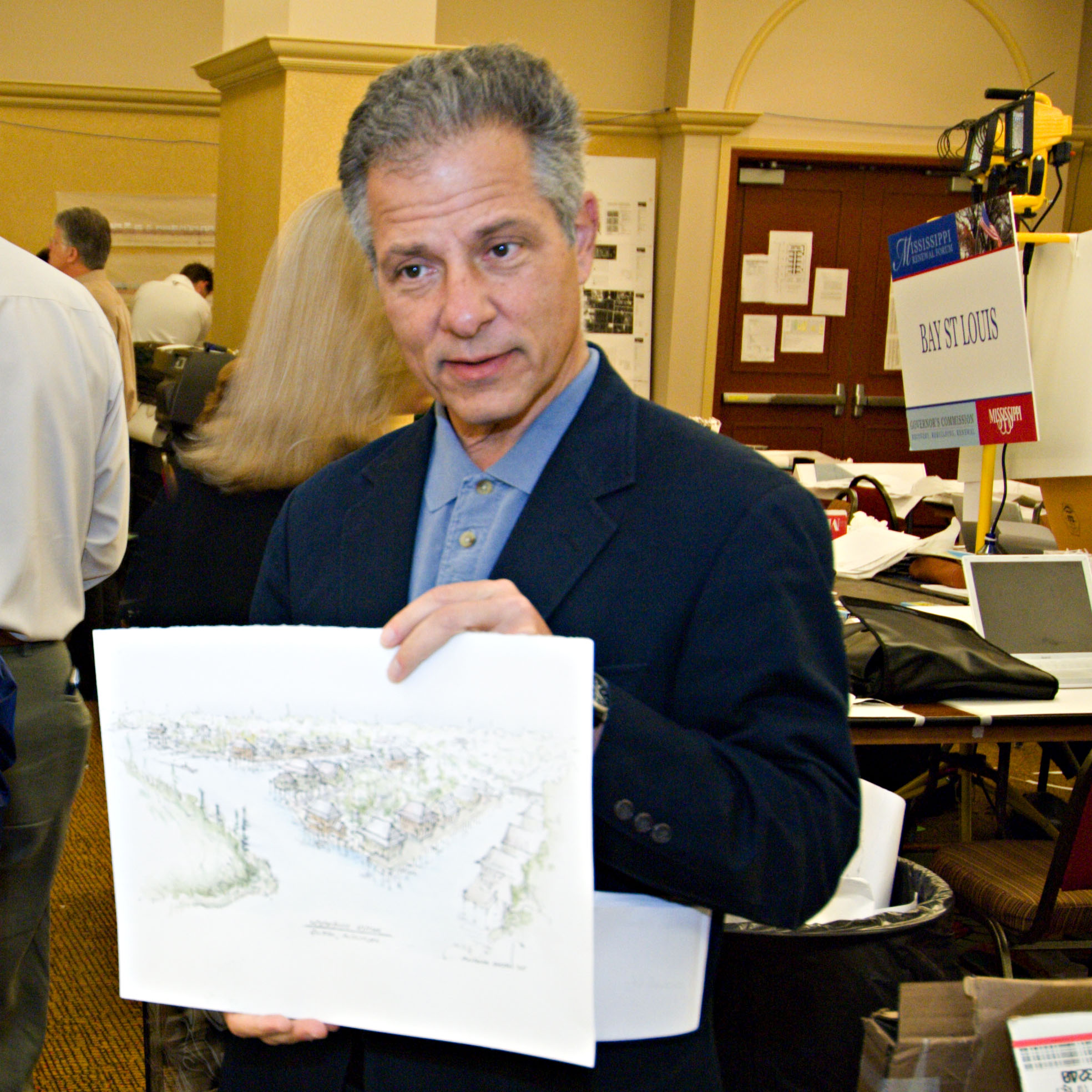

앙드레 듀아니(Andrés Duany, 1947년 9월 7일~ 미국 뉴욕)는 미국의 건축가이자 도시계획가이다.

## 생애
1949년 9월 7일 뉴욕에서 태어났으며, 1960년까지는 쿠바에서 성장했다. 사립고등학교인 초우트 스쿨을 다녔으며, 프린스턴 대학에서 건축과 도시계획을 전공했다. 파리의 에콜 드 뷰 아트에서 1년간의 학업을 마친 후에 예일 건축대학에서 석사학위를 받았다.
1977년 마이애미에서 그의 부인인 엘리자베스 플레이터-자이벅(en:Elizabeth Plater-Zyberk), 베르나르도 포트-브레시아, 라우린다 호프 스피어, 헤빈 롬니와 함께 아퀴텍토니카(Arquitectonica)사를 설립했다. 아퀴텍토니카는 하이테크 모더니즘을 표방한 독특하고 극적인 스타일로 유명해졌다. 특히, 아틀란티스 콘도미니엄(en:Atlantis Condominium)은 TV 시리즈 마이애미 바이스(Miami Vice)의 주요 무대가 되기도 했다.
듀아니와 플레이터-자이벅은 1980년 플로리다주 마이애미 시에서 듀아니 플레이터 자이벅 컴패니(Duany Plater Zyberk & Company, DPZ)사를 설립했다. DPZ는 뉴어버니즘(en:New Urbanism, 교외지역의 스프롤과 도시지역의 쇠퇴를 막기 위해 시작된 도시계획 사조)이라 불리는 전국적인 운동의 리더가 된다. 1980년대에는 플로리다의 시사이드(en:Seaside), 메리랜드의 켄트랜드(en:Kentlands)를 디자인해서 국제적인 명성까지 얻었으며, 200개가 넘는 뉴타운, 지역계획, 커뮤니티 재생 프로젝트의 디자인과 코드를 만들어 냈다. 또한 지방정부의 용도지역 조례(도시계획을 위한 모든 용도와 밀도를 적절하게 규정하는) 개발을 이끌기도 했다.
듀아니는 1993년에 설립된 뉴어버니즘위원회의 공동설립자이자 명예위원으로 활동하고 있다. 그리고, 《교외 국가 : 스프롤의 부상과 아메리칸 드림의 쇠퇴》, 《새로운 도시 예술 : 타운 계획의 요소들》 등 2권의 책을 공동으로 저술했다. 수많은 기관에서 방문교수로 일했으며, 명예박사 학위를 수여 받았다.
그는 캐나다, 온타리오 주의 마크함의 커뮤니티인 코넬(Cornell)에 대한 디자인을 도왔다.
2001년에는 플레이터-자이벅과 함께 국립 건물 박물관(National Building Museum)으로부터 미국의 건축환경에 대한 공로를 인정받아 빈센트 스컬리상(Vincent Scully Prize)을 수상했다.
그는 교외지역의 스프롤을 주제로 한 캐나다의 다큐멘터리 영화, 빛나는 도시(en:Radiant City, 2006년)의 주연이 되기도 했다.
앙드레 듀아니는 도시계획 뉴스를 전하는 웹사이트 플레니티즌(en:planetizen)이 2009년 9월 14일에 선정한 100명의 위대한 도시 사상가 중에서 2위에 선정되었다.